# Tribal Wars 2
Tribal Wars 2 ist ein von der deutschen Firma Innogames entwickeltes Massive-Multiplayer-Online- sowie Echtzeit-Aufbau-Strategiespiel und der Nachfolger zu Die Stämme. Es dreht sich um den Aufbau und die Eroberung von virtuellen Dörfern in konkurrierenden Spielerverbänden.

## Spielprinzip
Man startet mit einem Dorf inmitten anderer Spieler- und Nichtspielerdörfer auf einer virtuellen Welt. Im eigenen Dorf müssen nun Gebäude ausgebaut werden, um verschiedene Funktionen wie das Rekrutieren von Militäreinheiten in diesem freizuschalten und zu verbessern. Mit dem Ausbau gewinnt das Dorf an Punkten, welche in Retro-Welten für die Rangliste wichtig sind und als ein Indikator für den Spielfortschritt gesehen werden können. Im Spielverlauf schließt man sich einem „Stamm“ an oder gründet einen. Ein Stamm ist eine Gemeinschaft aus Spielern, welche zusammenarbeiten, um das Spielziel zu erreichen. Die Sieg-, Kampf- und normalen Punkte des Stammes errechnen sich aus der Summe der jeweiligen Punkte der Mitglieder.

### Ziel des Spieles
Retro-Welten: Es gilt möglichst viele Punkte und Kampfpunkte für sich und möglichst viele Dörfer für den eigenen Stamm zu sammeln. Wenn ein Stamm es schafft vier Wochen lang 70 % aller Dörfer der größten zehn Stämme zu halten, beginnt das sogenannte „Endgame“, in welchem sich niemand mehr neu auf der Spielwelt anmelden kann.
Schafft es ein Stamm 80 % aller Dörfer für vier Wochen zu halten, hat der Stamm die Welt offiziell gewonnen. Alle Mitglieder werden im offiziellen Forum des Spieles geehrt, die drei Spieler mit den meisten Kampfpunkten und Punkten werden zusätzlich geehrt.
Siegpunkte-Welten: Es gilt möglichst viele Siegpunkte zu sammeln. Wenn ein Stamm eine bestimmte Zahl an Siegpunkten hat, gewinnt er die Welt und wird mit allen Mitgliedern im Forum geehrt. Gesondert geehrt werden die Spieler mit den meisten Siegpunkten und Kampfpunkten.
Ist eine Welt gewonnen, wird sie nach einiger Zeit geschlossen, was bedeutet, dass sich niemand mehr darauf anmelden kann. Später wird die Welt dann komplett beendet und vom Server gelöscht.

## Spielmechaniken

### Der Kampf
Der Kampf zwischen Spielern und Stämmen ist das zentrale Element von Tribal Wars 2. In jedem Dorf können Truppen gebaut werden, welche sich entweder besser für die Offensive oder Defensive eignen. Mit diesen Einheiten kann man mithilfe der Weltkarte Dörfer angreifen. Je nach Distanz des angreifenden zum angegriffenen Dorf und der Geschwindigkeit der entsendeten Truppen laufen diese eine entsprechende Zeit zum Dorf. Genauso können Truppen als Unterstützung in ein Dorf gesendet werden, wo sie den dorfeigenen Truppen in der Verteidigung beistehen, aber nicht von dort zum Angriff gesendet werden können, da sie noch immer an ihr eigenes Dorf gebunden sind. Durch die Funktion "Umsiedeln" können Truppen vollständig einem anderen Dorf zur Verfügung gestellt werden, allerdings nur, wenn dieses demselben Spieler gehört. Die Geschwindigkeit der laufenden Einheiten richtet sich nach der Geschwindigkeit des langsamsten entsendeten Truppentypes. Der Kampf findet zwischen allen im angegriffenen Dorf befindlichen Truppen und den angreifenden Truppen statt. Auf dem Weg zu den Dörfern finden keine Kampfhandlungen statt. Auch können angreifende Truppen aus verschiedenen Dörfern niemals gemeinsam angreifen, selbst wenn sie gleichzeitig ankommen.

#### Dörfer erobern
Durch Kämpfe kann man auch Dörfer erobern. Dazu benötigt man die besondere Einheit „Adelsgeschlecht“ (kurz AG), welches im Gebäude Akademie rekrutiert wird. Ein Adelsgeschlecht hat sehr schlechte Kampfeigenschaften, aber eine Spezialfertigkeit, durch welche es bei einem Angriff auf ein Dorf, bei dem es nicht stirbt, einen Wert namens „Zustimmung“ von standardmäßig 100 um 20 bis 35 senkt. Fällt die Zustimmung in den negativen Bereich, gehört das Dorf fortan dem Angreifer und das AG wird zerstört.

### Spionagesystem
Über das Gebäude „Taverne“ ist es möglich bis zu fünf Spione auszubilden. Solange diese in der Taverne sind, verteidigen sie das Dorf gegen angreifende Spione. Sie können aber auch auf andere Dörfer gesendet werden. Hier können sie drei verschiedene Aufgaben übernehmen:
- Spionieren von Gebäuden
- Spionieren von Truppen
- Sabotieren eines Gebäudes
Je mehr Spione gesendet werden und je weniger Spione das gegnerische Dorf verteidigen, desto höher sind die Erfolgschancen. Außerdem wird der Erfolg noch Technologien, die in der Taverne freizuschalten sind beeinflusst. Außerdem lassen sich hier Gegenmaßnahmen aktivieren, welche die Ergebnisse von nicht vollends erfolgreichen Spionageangriffen verfälschen können.

### Siegpunkte
Mit der Version 1.85 wurden die Siegpunkte in das Spiel eingefügt. Sie dienen als neues Spielziel. Der Stamm, der eine gewisse Anzahl an Siegpunkten erreicht, gewinnt. Die zu erreichende Anzahl ist für jede Sprachversion unterschiedlich. Man erhält Siegpunkte für jede Provinz (abgegrenzter Bereich auf der Weltkarte), in der man ein oder mehrere Dörfer hat. Jeder Spieler bekommt pro Provinz nur einen Siegpunkt, unabhängig von der Dorfanzahl. Die Siegpunkte aller Spieler in einem Stamm aufaddiert ergeben die des Stammes.

## Bezahlmodell
Tribal Wars 2 finanziert sich durch Mikrotransaktionen. Die Spieler können sich optionale Spielwährung, die sogenannten „Kronen“ kaufen, welche wiederum genutzt werden um in einem im Spiel enthaltenen Laden, in der Kaserne oder an einigen anderen ausgewählten Stellen einzukaufen. Gekauftes wird im Inventar abgelegt, wo die vielen Dinge auch abgerufen werden können.
Zu kaufen gibt es:
- Pakete: Zusammenstellungen von verschiedenen Inhalten.
- Offiziere: Können auch im „Truppen schicken“-Fenster gekauft werden. Verbessern die Eigenschaften von laufenden Truppen.
- Sonstige: Vor allem, aber nicht ausschließlich Gegenstände zum Beschleunigen der Rohstoff- oder Truppenproduktion.

## Entwicklung
Laut Innogames war das Ziel, ein Spiel im Stil von Die Stämme zu bauen, das mit aktueller Software mehr Möglichkeiten und modernere Grafik bieten sollte. Anstatt den in die Jahre gekommenen Vorgänger komplett zu überholen, entschied man sich dazu, ein ganz neues Spiel zu programmieren, um der Spielergemeinschaft des alten Spieles die Möglichkeit zu geben, so weiterzuspielen wie gewohnt.

## Rezeption
Das MMOG-Portal MMOs.com wertete, Tribal Wars 2 warte mit allen Eigenschaften auf, die den Vorgänger zu einem Hit gemacht hätten, und „lege noch eine Schippe drauf“. Das Portal lobte Grafik und Interface des Spiels, kritisierte aber unausgereifte neue Features. Das Magazin ProSieben Games der ProSiebenSat.1 Media lobte die plattformübergreifende Konzeption, die den Spielzugriff von unterschiedlichen Endgeräten ermöglicht, sowie eine für mobile Endgeräte optimierte Bedienschnittstelle. Negativ hielt das Magazin fest, dass Tribal Wars 2 kein optisches Highlight und im Funktionsumfang im Wesentlichen mit dem Vorgänger identisch sei. ProSieben Games wertete, das Spiel sei für Gelegenheits- und einzelgängerische Spieler nicht geeignet, biete dem anspruchsvollen Spieler aber viel taktischen Tiefgang. Das französische Gamezine hob das „zurückhaltende“ Bezahlmodell des „reinrassigen und harten Strategiespiels“ positiv hervor und bemängelte eine (zum Testzeitpunkt) fehlende französische Übersetzung. In Summe wertete das Magazin, Tribal Wars 2 sei „voller Leidenschaft für Strategie und PvP-Kämpfe“. MMOGames.com kritisierte das Spielprinzip von Tribal Wars 2 als „generisch“, es imitiere andere Spiele bis ins Detail und verfüge dabei nicht über die spektakuläre Grafik einiger Konkurrenzprodukte. Das Magazin urteilte in Summe, Tribal Wars 2 wirke „richtungslos“, indem es dem Spieler weder in Bezug auf die Aufbau- noch auf die Kampfkomponenten motivierende Ziele an die Hand gebe.